# Processus CIR
Le processus CIR (d'après ses créateurs John C. Cox, Jonathan E. Ingersoll, et Stephen A. Ross) est un processus stochastique défini par l'équation différentielle stochastique suivante:
{\displaystyle dr_{t}=-\theta (r_{t}-\mu )\,dt+\sigma \,{\sqrt {r}}_{t}\ dW_{t}}
où {\displaystyle \theta } et {\displaystyle \sigma } sont des paramètres positifs. Il peut être défini comme un mélange de carrés de processus Ornstein-uhlenbeck (voir la rubrique calcul stochastique). La valeur du processus {\displaystyle r_{t}} au temps {\displaystyle t} suit une distribution chi-carré non-centralisée. Le processus CIR est ergodique et possède donc une distribution stationnaire (gamma).
Ce processus est utilisé en finance afin de modéliser les taux d'intérêt à court terme, ainsi qu'en phylogénétique afin de modéliser le taux d'évolution.